# إدوارد فوستر
إدوارد فوستر (21 يناير 1985 في المملكة المتحدة - ) (بالإنجليزية: Edward Foster)‏ هو لاعب كريكت بريطاني. لعب مع Loughborough MCC University ‏ ونادي مقاطعة شروبشاير للكريكت ‏.

## وصلات خارجية
- إدوارد فوستر على موقع إي آس بي آن كريك إنفو (الإنجليزية)